# جون كوران (لاعب غولف)
جون كوران (بالإنجليزية: Jon Curran)‏ هو لاعب غولف أمريكي، ولد في 17 فبراير 1987 في هوبكينتون في الولايات المتحدة.

## وصلات خارجية
- الموقع الرسمي
- جون كوران على موقع رابطة لاعبي الغولف المحترفين (الإنجليزية)
- جون كوران على موقع التصنيف العالمي الرسمي للغولف (الإنجليزية)